# Karpowskoje (rejon charowski)
Karpowskoje (ros. Карповское) – wieś w Rosji, w rejonie charowskim obwodu wołogodzkiego. W 2010 r. liczyła 2 mieszkańców.